# Високе (Нижньосілезьке воєводство)
Високе (пол. Wysokie, нім. Weißig) — село в Польщі, у гміні Рудна Любінського повіту Нижньосілезького воєводства.
Населення — 151 особа (2011).
У 1975-1998 роках село належало до Легницького воєводства.

## Демографія
Демографічна структура станом на 31 березня 2011 року:
|          | Загалом | Допрацездатний вік | Працездатний вік | Постпрацездатний вік |
| -------- | ------- | ------------------ | ---------------- | -------------------- |
| Чоловіки | 80      | 15                 | 57               | 8                    |
| Жінки    | 71      | 10                 | 45               | 16                   |
| Разом    | 151     | 25                 | 102              | 24                   |